# CTVナショナルニュース
『CTVナショナルニュース（CTV National News）』は、カナダ・CTVテレビジョンネットワークのニュース部門であるCTVニュースの旗艦ニュース番組で、全土のCTV放送局で現地時間23:00に放送され、オンタリオ州トロントのスカーバローにある9 チャンネル・ナイン・コートにあるCTVの施設から制作されている。また、CTVの24時間ケーブルニューステレビチャンネルであるCTVニュースチャンネルでも東部時間22:00、またはネットワーク上で毎晩開始される大西洋時間23:00から生放送され、東部時間翌2:00（太平洋時間23:00）まで1時間毎に繰り返し放送される。前日の放送をインターネットで視聴することができる。
2022年9月5日から、長年アンカーを務めたリサ・ラフラムの後任となったオマール・サチェディナが担当している。長年週末版アンカーを務めてきたサンディ・リナルドは、2023年11月に、同年11月13日に開始された平日17:30からの夕方版に移動し、リナルドの後任には、頻繁に代理アンカーを務めるヘザー・バッツ（Heather Butts）が就任する。
番組は高解像度でも放送される。
ラフラムは、ベテランアンカーのロイド・ロバートソンの引退後、2011年後半に後任を務めた。代理アンカーには、バッツ（平日放送の場合）、アン＝マリー・メディウェイク、トッド・ヴァン・デル・ヘイデン、ジョイ・マルボン、ヴァシー・カペロス、ジョン・ヴェナヴァリー＝ラオ（John Vennavally-Rao）、ヘザー・ライト（Heather Wright）、メレラ・フェルナンデス（Merella Fernandez）、ジョン・アーリックマン（Jon Erlichman）が含まれる。
『CTV National News（CTVナショナルニュース）』というタイトルは、1990年代から2000年代初頭には殆ど使用されなかった。平日夜は『CTV News with Lloyd Robertson（CTVニュース・ウィズ・ロイド・ロバートソン）』、週末は『CTV News with Sandie Rinaldo（CTVニュース・ウィズ・サンディ・リナルド）』という番組だった。『CTVナショナルニュース』というタイトルは、『CTVニュース』がCTV直営（O&O）放送局の全国ニュースとローカルニュースの両方の名前になったため、2008年に再導入されたが、バナーには引き続き『CTV News』というタイトルが付けられている。
1988年9月5日に放送時間が30分間に拡大されるまで、20分間放送された。1992年以前は、全国ニュース視聴率でCBCテレビジョンの『ザ・ナショナル』に次いで常に2位を記録していた。同年、CBCがニュース番組を『プライムタイムニュース』としてリニューアルさせたが失敗したことを受けて、視聴率は大幅に上昇した。『CTVナショナルニュース』は史上初めて最高視聴率のニュース番組となった。
ローカルニュース番組が全国的に放送されることはない。全国的に重要な地方局のニュース記事は地元のO&Oから取り上げられ、「全国リポーター（National reporter）」が記事の場所から数百マイル、場合によっては数千マイル離れた場所から記事を再取材することもよくある。全国リポーターは、記事の最後に必ず自分の名前と拠点とする場所を言及するが、その場所は記事の場所とは異なることがよくある。
1998年9月まで、沿海州で深夜に放送されていた。これは、『CTVナショナルニュース』がネットワーク全体で1つの版しか制作せず、東部標準時23:00に生放送されたためである。1997年にCTVアトランティックがベイトン・ブロードキャスティング（Baton Broadcasting）に買収された時、改善点の1つは、CTVニュースが23:00に大西洋時間帯で放送される全国ニュース放送の第2版を制作することだった。1998年9月に新しい時間に移行した。
『CTVナショナルニュース』は、一部の全国視聴率レポートに表示され、誤って23:00のニュース番組と関連付けられることがある『CTV Evening News（CTVイブニングニュース）』と同じではない。『イブニングニュース』は単一のニュース番組ではなく、CTV O&Oの18:00のローカルニュース放送を全国的にまとめたものである（全てのネットワークは、全国視聴率を目的として、O&Oのローカルニュース放送を集約している）。

## アンカー
1961年にオタワのCJOHのスタジオから『CTVワールドニュース（CTV World News）』として開始された。チャールズ・リンチ、ピーター・スターズバーグ、ピーター・ジェニングスの3人のアンカーが務めた。
アンカーチームは放送開始から最初の数年間で何度も変わり、ジェニングスだけが不動だった。他の共同アンカーには、バーデン・ラングトンとアブ・ダグラスが含まれていた。『ザ・ナショナル』元ホストのラリー・ヘンダーソンは、数年間番組の国際情勢アナリスト兼週末版アンカーを務めた。
1962-1963年シーズン、CBCのより確立された『CBCナショナルニュース』との競争に苦戦し、CTVはニュース放送を22:30に変更し、バラエティ番組『ネットワーク』を22:55に編成した。実験は1シーズン続いた。
ジェニングスは1964年にABCニュースに移籍し、1963年からジェニングスの共同アンカーを務めていたハーベイ・カークが、番組の唯一のアンカーとなった。
1976年、CBC『ザ・ナショナル』アンカーのロイド・ロバートソンをカークとの共同アンカーとして雇い、大規模なクーデターを起こした。カークが1984年に引退すると、ロバートソンは番組の唯一の平日版アンカーとなり、2011年までその職を務めた。
1970年代後半と1990年代初頭の一時期、キース・モリソンは週末版アンカーや代理アンカーを務め、ネットワーク改革によりNBCニュースに移籍するまではロバートソンの後継者候補とみなされていた。サンディ・リナルドは、1990年〜1991年までの短期間を除き、1985年から平日夕方版のホストに昇進する2023年まで週末版アンカーを務めた。
ロバートソンは2つのネットワークで合計40年間勤務しており、1967年から2017年までアメリカ・テキサス州ヒューストンのKTRK-TVでトップアンカーマンを務めたデイブ・ウォードに次いで、北アメリカの英語テレビ（ネットワークまたはローカル）でニュースアンカーを2番目に長く務めた。また、北アメリカで最も長く在職したネットワークニュースアンカーであり、アメリカで長年務めた数人のアンカーを上回った。2006年10月18日、『CTVナショナルニュース』アンカーとしての30周年を祝った（ジム・レーラーは1975年の開始以来、ロバートソンをほぼ1年上回って『ザ・ニュースアワー・ウィズ・ジム・レーラー』を務めていたが、同番組の唯一のアンカーとして出演したのは1995年から2011年までだけだった）。
2010年7月8日、ロバートソンはCTV入社35周年にあたる2011年9月1日に引退すると発表した。翌日、CTVは、同ネットワークの国際担当主任記者であり、2003年からロバートソンのバックアップアンカーを務めていたリサ・ラフラムが後任に指名されたと発表した。ラフラムは同年9月2日に正式に番組を引き継いだ。2022年8月15日、ベル・メディアとCTVは、ニュース番組を「別の方向に」進めるという「経営上の決定」により、ラフラムの契約が同ネットワークによって更新されないと発表した。オマール・サチェディナは、同年9月5日付で『CTVナショナルニュース』のチーフニュースアンカー兼上級編集長に就任した。
ラフラムの降板は、新型コロナウイルス感染症（COVID-19）のパンデミック中に髪を白髪にしたことで解雇されたのではないかとの疑惑につながった。特に、CTVニュース責任者のマイケル・メリング（Michael Melling）は、誰がラフラムにその決定を許可したのかについて内部メモで説明を求め、2022年のロシアによるウクライナ侵攻とエリザベス2世のプラチナ・ジュビリーの両方の取材にかかる費用をめぐってラフラムと争っていたことが明らかになり、厳しい追及にさらされた。CTVはラフラムの年齢や髪の色が決定に影響したという疑惑を否定し、職場での見直しを発表した。

### アンカー
- チャールズ・リンチ（英語版）（1961年）（共同アンカー）
- ピーター・スターズバーグ（英語版）（1961年）（共同アンカー）
- バーデン・ラングトン（英語版）（1962年 - 1964年）（共同アンカー）
- アブ・ダグラス（英語版）（1962年 - 1964年）（共同アンカー）
- ピーター・ジェニングス（1961年 - 1964年）（共同アンカー）
- ハーベイ・カーク（英語版）（1963年 - 1984年、1964年 - 1976年：チーフアンカー、1963年 - 1964年、1976年 - 1984年：共同アンカー）
- ロイド・ロバートソン（1976年 - 2011年、1976年 - 1984年：共同アンカー、1984年以降：チーフアンカー）
- サンディ・リナルド（英語版）（1985年 - 1989年、1991年 - 2023年：週末版、2023年 - 現在：夕方版）
- ヘザー・バッツ（2023年 - 現在：金曜日・週末）
- キース・モリソン（英語版）（1992年 - 1995年）（代理）
- リサ・ラフラム（2011年 - 2022年）
- オマール・サチェディナ（英語版）（2022年 - 現在）（月曜日 - 木曜日）